# 欧里亚克
欧里亚克（法語：Aurillac，法語：[oʁijak] ⓘ），法国中南部城市，奥弗涅-罗讷-阿尔卑斯大区康塔尔省的一个市镇，也是该省的省会，下辖欧里亚克区，其市镇面积为28.76平方公里，2022年1月1日时人口数量为26,189人，是该省人口最多的市镇，在所有法国城市中排名第343位。
欧里亚克位于康塔尔省西部，历史上曾为奥弗涅行省辖区上奥弗涅的首府，因制伞业而闻名，现为康塔尔省的政治、经济、文化、工商业中心和交通枢纽，有铁路和民用机场。

## 地名来源

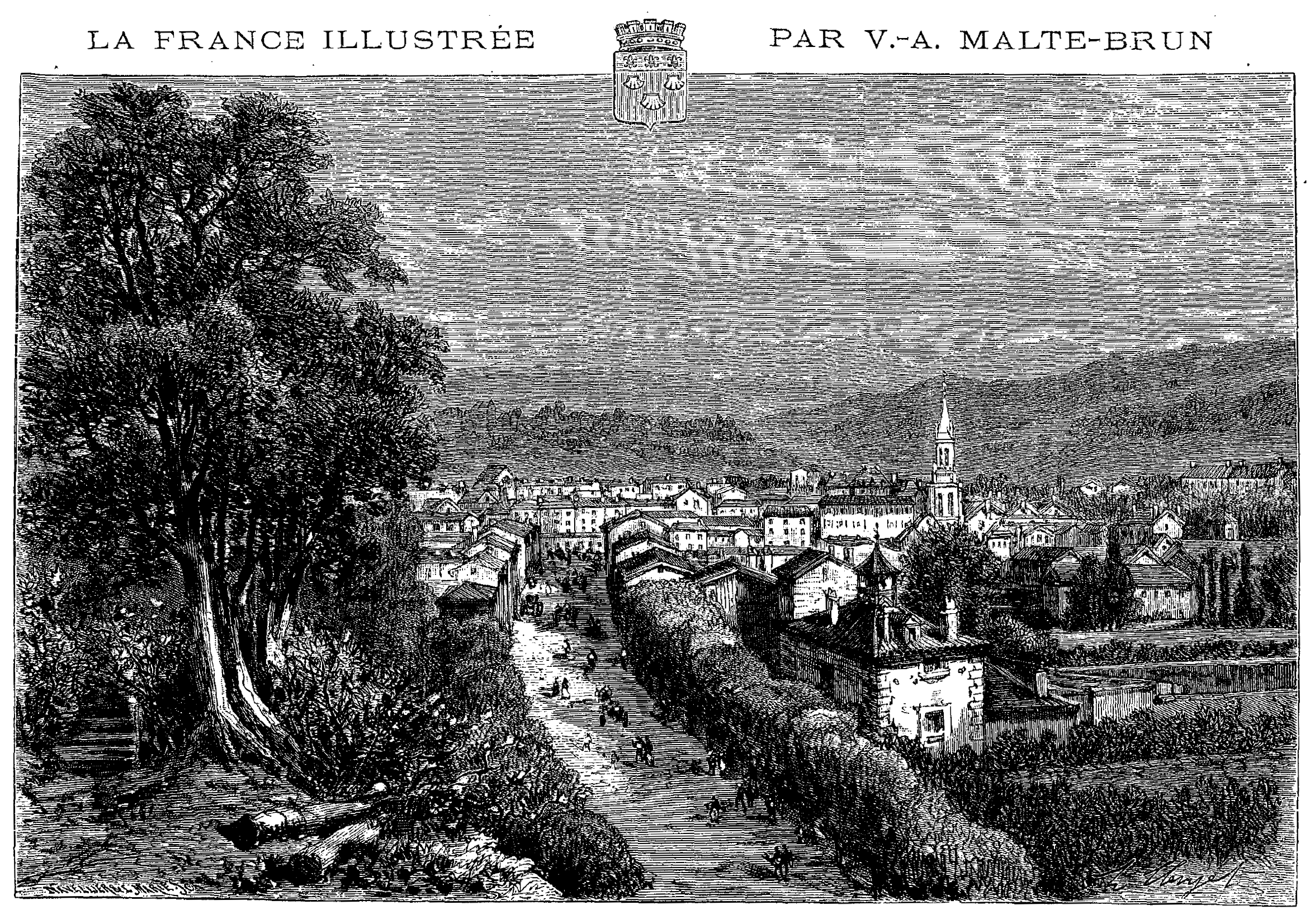
19世纪的欧里亚克

“欧里亚克”一名来源于其罗马时期的名称，其现代法语含义为，意为“属于戴克里先的土地”，奥克语形式为。

## 历史
欧里亚克早在高卢时期就已出现人类活动，但关于该城的文献记载最早则出现于公元856年，彼时，当地的封建领主热罗出生于欧里亚克附近的圣艾蒂安城堡，并于约900年在此修建了欧里亚克圣热罗修道院。中世纪中期，修道院附近逐渐形成一个城镇，在英法百年战争时期受到一定程度的破坏。宗教战争后，奥弗涅行省一分为二，欧里亚克成为上奥弗涅的首府，法国大革命后被划入康塔尔省，并自1795年起成为该省的省会。工业革命时期，欧里亚克因制伞业而闻名，被称为“雨伞之都”。二战时期，欧里亚克的抵抗民众曾在其附近与纳粹德军发生利奥朗战役。

## 地理

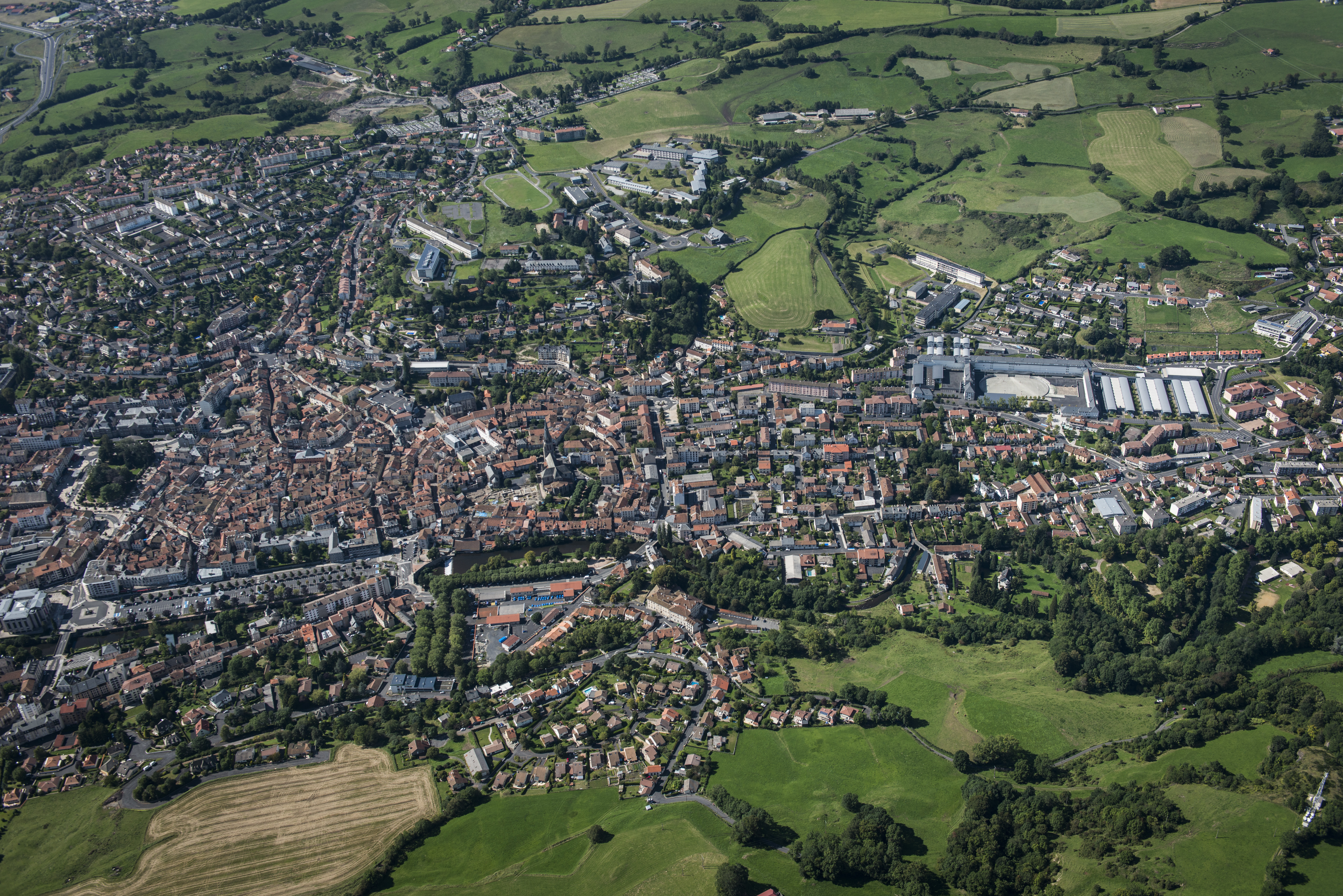
鸟瞰欧里亚克

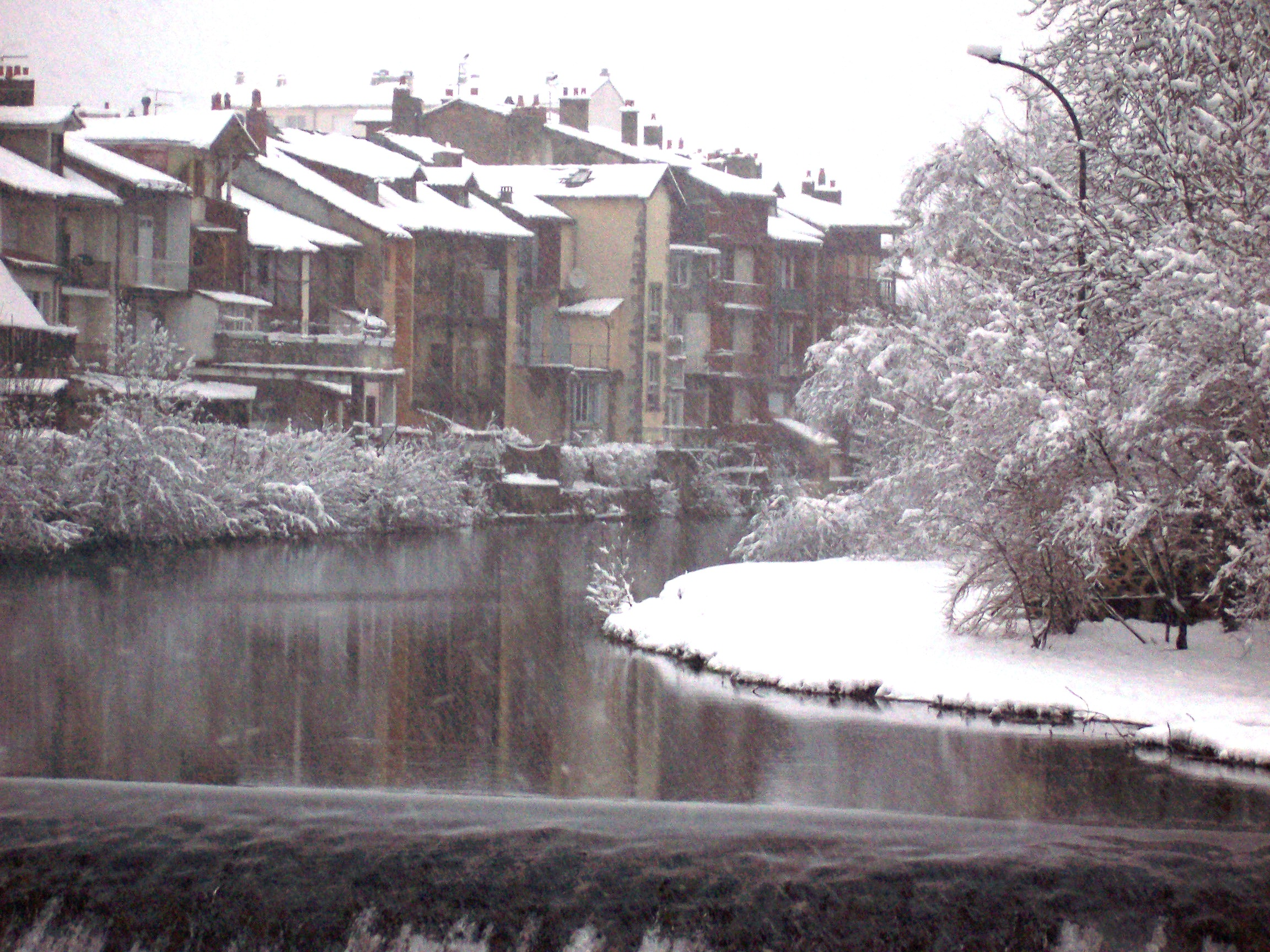
雪中的欧里亚克及若尔达讷河

欧里亚克位于法国中南部偏西，奥弗涅-罗讷-阿尔卑斯大区西南部和康塔尔省西部，距离大区首府里昂大约295公里。与欧里亚克接壤的市镇包括：塞尔河畔阿尔帕容、日乌德马穆、诺塞勒、圣西蒙、伊特拉克。

### 地形
欧里亚克位于法国中央高原腹地，市区位于丘陵间的一处相对平坦的坝子上，市区大致沿河谷呈南北走向，周边多山地，全境海拔在573到867米之间。

### 水文
欧里亚克处于一处小范围的分界岭附近，多条溪流发源于市区西侧，而市区东部的若尔达讷河干自北向南流经境内，该河是塞尔河的支流，属于法国五大水系之一的加龙河水系。

### 植被
欧里亚克属于温带落叶林区，因其海拔相对较高，故又有少量针叶林分布，市区内的主要绿地公园包括阿尔塞纳·韦默努兹广场（Square Arsène Vermenouze）、埃利塔公园（Parc Hélitas）和博爱公园（Parc de la Fraternité）等，均常年免费向公众开放。
在鲜花城市的评比中，欧里亚克被评为3星级鲜花城市。

### 气候
欧里亚克在柯本气候分类法中属于温带海洋性气候，但由于海拔和地形因素的影响，该地又呈现出较为明显的山地特征，体现为年温差较大，冬季气温低且常呈现降雪。
欧里亚克境内设有气象站，以下为该气象站的数据：
| 欧里亚克1981年－2019年 | 欧里亚克1981年－2019年 | 欧里亚克1981年－2019年 | 欧里亚克1981年－2019年 | 欧里亚克1981年－2019年 | 欧里亚克1981年－2019年 | 欧里亚克1981年－2019年 | 欧里亚克1981年－2019年 | 欧里亚克1981年－2019年 | 欧里亚克1981年－2019年 | 欧里亚克1981年－2019年 | 欧里亚克1981年－2019年 | 欧里亚克1981年－2019年 | 欧里亚克1981年－2019年 |
| 月份                   | 1月                    | 2月                    | 3月                    | 4月                    | 5月                    | 6月                    | 7月                    | 8月                    | 9月                    | 10月                   | 11月                   | 12月                   | 全年                   |
| ---------------------- | ---------------------- | ---------------------- | ---------------------- | ---------------------- | ---------------------- | ---------------------- | ---------------------- | ---------------------- | ---------------------- | ---------------------- | ---------------------- | ---------------------- | ---------------------- |
| 历史最高温 °C（°F）    | 18.8 (65.8)            | 23.3 (73.9)            | 25.5 (77.9)            | 26.5 (79.7)            | 29.2 (84.6)            | 38.1 (100.6)           | 38 (100)               | 37.7 (99.9)            | 32.4 (90.3)            | 26.6 (79.9)            | 23.2 (73.8)            | 20.7 (69.3)            | 38.1 (100.6)           |
| 平均高温 °C（°F）      | 6.7 (44.1)             | 7.9 (46.2)             | 11.2 (52.2)            | 13.7 (56.7)            | 17.8 (64.0)            | 21.5 (70.7)            | 24.3 (75.7)            | 24 (75)                | 20.3 (68.5)            | 16 (61)                | 10.4 (50.7)            | 7.5 (45.5)             | 15.1 (59.2)            |
| 日均气温 °C（°F）      | 2.9 (37.2)             | 3.6 (38.5)             | 6.2 (43.2)             | 8.5 (47.3)             | 12.6 (54.7)            | 15.8 (60.4)            | 18.3 (64.9)            | 18 (64)                | 14.6 (58.3)            | 11.4 (52.5)            | 6.3 (43.3)             | 3.6 (38.5)             | 10.2 (50.4)            |
| 平均低温 °C（°F）      | −1 (30)                | −0.8 (30.6)            | 1.3 (34.3)             | 3.4 (38.1)             | 7.3 (45.1)             | 10.1 (50.2)            | 12.2 (54.0)            | 11.9 (53.4)            | 8.9 (48.0)             | 6.7 (44.1)             | 2.3 (36.1)             | −0.2 (31.6)            | 5.2 (41.4)             |
| 历史最低温 °C（°F）    | −24.5 (−12.1)          | −18 (0)                | −15.2 (4.6)            | −9.1 (15.6)            | −2.5 (27.5)            | 0.1 (32.2)             | 2.4 (36.3)             | 0.7 (33.3)             | −2.9 (26.8)            | −8.1 (17.4)            | −11.6 (11.1)           | −15.9 (3.4)            | −24.5 (−12.1)          |
| 平均降水量 mm（）      | 91.7 (3.61)            | 83.2 (3.28)            | 84.7 (3.33)            | 115.5 (4.55)           | 118.4 (4.66)           | 88.7 (3.49)            | 67.1 (2.64)            | 84.2 (3.31)            | 109.3 (4.30)           | 114.3 (4.50)           | 108.7 (4.28)           | 108.2 (4.26)           | 1,174 (46.2)           |
| 月均日照時數           | 110                    | 126.8                  | 177.2                  | 179.3                  | 210.4                  | 242.1                  | 268                    | 248.8                  | 206.1                  | 148.7                  | 100.3                  | 100                    | 2,117.7                |
| 来源：infoclimat.fr    |                        |                        |                        |                        |                        |                        |                        |                        |                        |                        |                        |                        |                        |

## 行政区划
欧里亚克是法国奥弗涅-罗讷-阿尔卑斯大区康塔尔省的一个市镇，编号为15014，它也是康塔尔省的省会。欧里亚克下辖欧里亚克区，隶属于康塔尔省第一选区，管理欧里亚克第一县、第二县和第三县，同时也是欧里亚克城市圈公共社区的办公驻地。
法国国家统计与经济研究所（简称）在进行数据统计时，将欧里亚克及相邻塞尔河畔阿尔帕容设为欧里亚克城市核心区，并将包括核心区在内的周边共51个市镇划为欧里亚克城市区。自2020年起，欧里亚克城市区被包含85个市镇的欧里亚克城市辐射区代替。此外，还将欧里亚克市镇分为了19个“块区”（IRIS），以便于统计人口分布情况。

## 交通

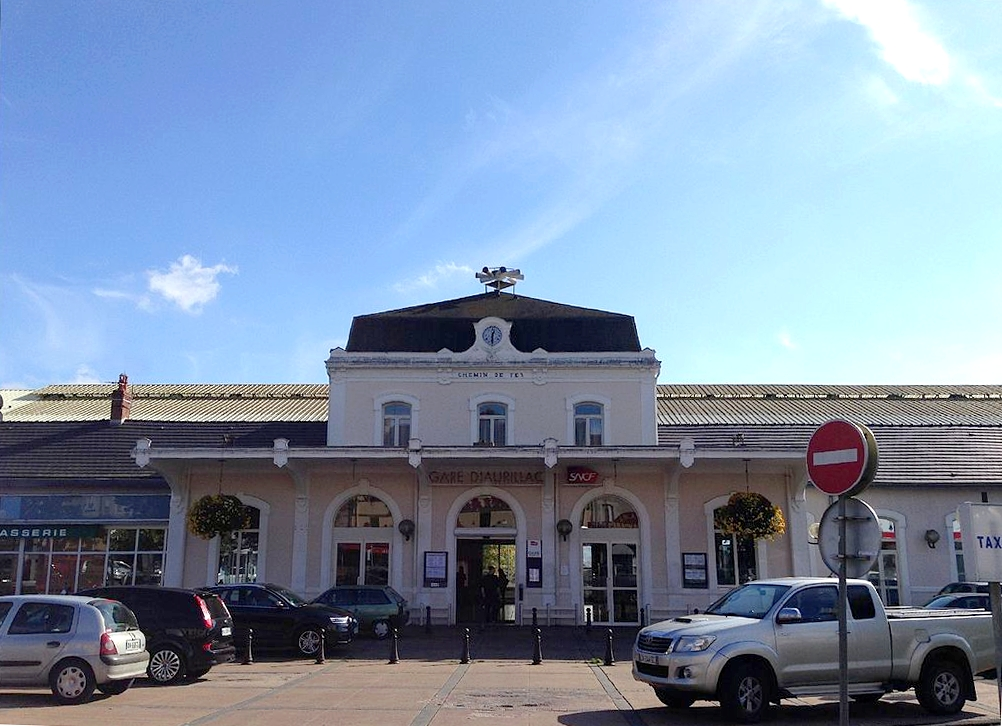
欧里亚克火车站

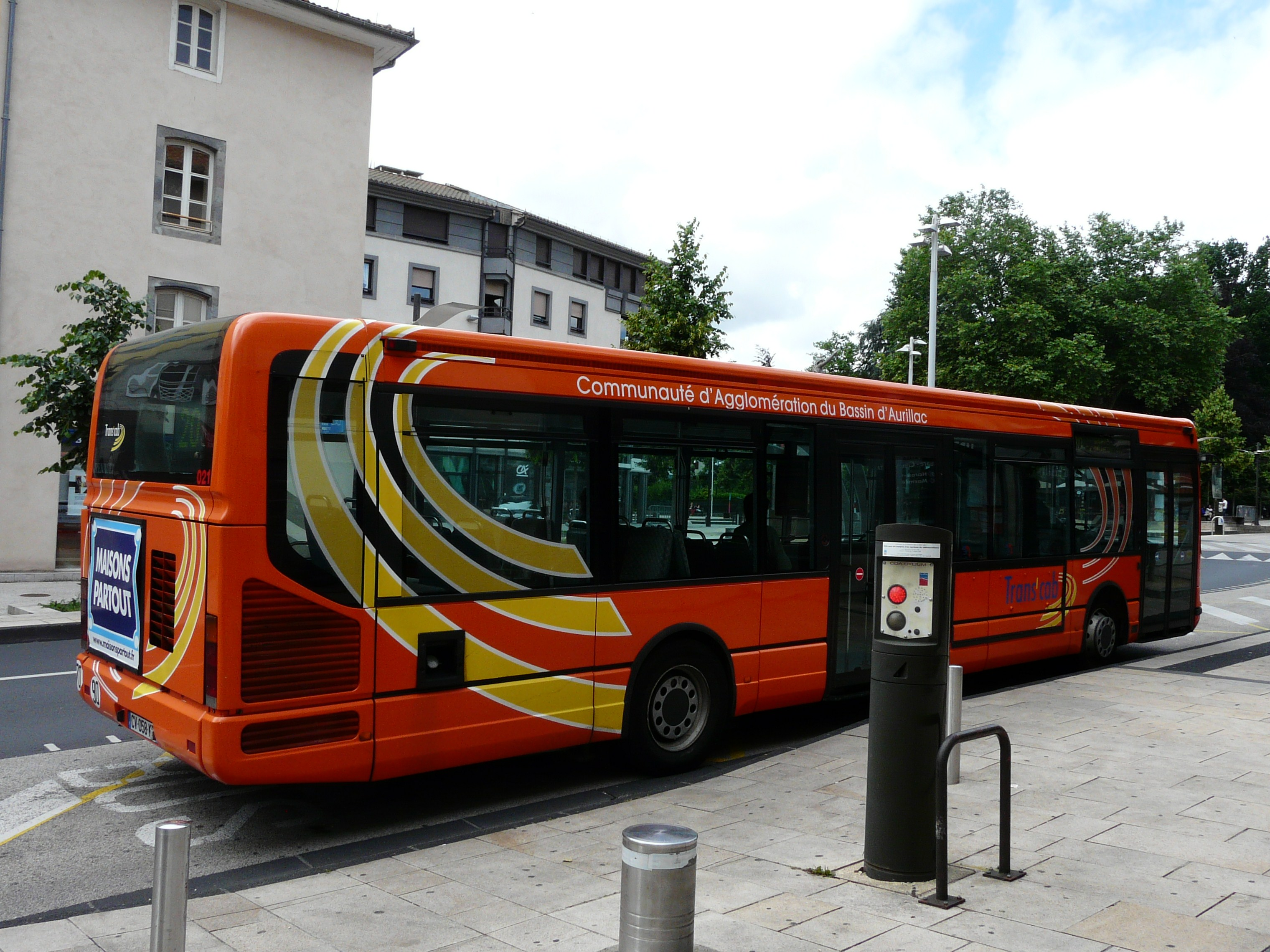
一辆欧里亚克公交

### 公路
法国国道N122线和多条康塔尔省省道在欧里亚克境内交汇，奥弗涅-罗讷-阿尔卑斯公共交通开行前往圣弗卢尔方向的区域巴士，其下属的城际客运则提供可前往莫里亚克、莫尔及周边部分市镇的巴士线路。
2017年，63.3%的欧里亚克家庭拥有至少一辆私人汽车。2019年，欧里亚克境内共发生各类交通事故14起，造成16人受伤。

### 铁路
欧里亚克位于菲雅克－阿尔旺铁路上，欧里亚克站位于市区南部，该站每天开行前往克莱蒙费朗、图卢兹和布里夫三个方向的区域列车。

### 航空
欧里亚克机场位于市区以南程约5公里处，该机场开行直达巴黎的固定航班。

### 城市公共交通
欧里亚克城市公共交通（商业名称为）创建于1980年，是当地的城市公交系统，截至2020年5月，该系统共包含5条市区公交线路和12条郊区线路，路网覆盖了城市圈公共社区内的25个市镇。

## 政治

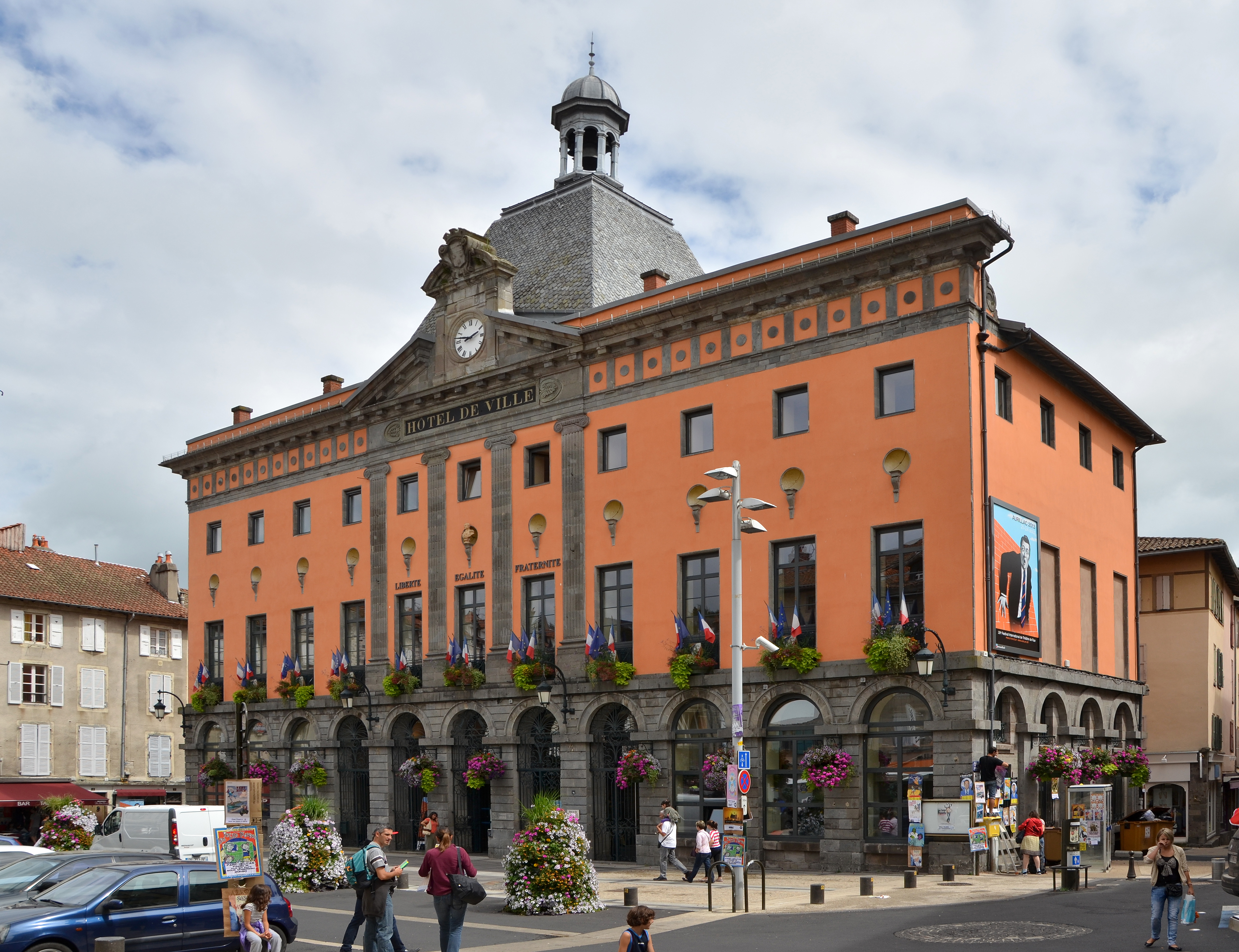
欧里亚克市政厅

欧里亚克的现任市长为皮埃尔·马托尼耶先生（Pierre Mathonier），他是社会党的一名成员，在2014年的市政选举中获得了59.24%的支持率。
欧里亚克属于康塔尔省第一选区，在2017年的法国总统大选中，法国第25任总统埃马纽埃尔·马克龙在欧里亚克获得了78.1%的支持率。
| 欧里亚克历届市长 |                 |                                |
| 任期             | 市长            | 党派                           |
| 1944年－1947年   | 让·沙纳尔       | RAD激进党                      |
| 1947年－1953年   | 亨利·特里科     | 不详                           |
| 1953年－1965年   | 保罗·皮亚勒     | 不详                           |
| 1965年－1971年   | 雅克·梅涅尔     | SFIO工人国际法国支部 →PS社会党 |
| 1971年－1977年   | 让·梅扎尔       | CNIP全国独立人士与农民中心     |
| 1977年－1995年   | 勒内·苏雄       | PS社会党                       |
| 1995年－2001年   | 伊翁·贝克       | MDC公民运动                    |
| 2001年－2006年   | 勒内·苏雄       | PS社会党                       |
| 2006年－2013年   | 阿兰·卡尔梅特   | PS社会党                       |
| 2013年－         | 皮埃尔·马托尼耶 | PS社会党                       |

## 人口
2018年，欧里亚克市镇人口数量为25,531，在法国排名第345位。其中男性11,693人，女性13,806人，75岁及以上人口占11.4%，外籍人口数量为7,351人，人口密度为888人/平方公里，当地居民被称为（男性）或（女性）。2019年，欧里亚克境内出生208人，死亡人口414人。
| 年份   | 1936   | 1946   | 1954   | 1962   | 1968   | 1975   | 1982   | 1990   | 1999   | 2006   | 2011   | 2016   | 2018   |
| ------ | ------ | ------ | ------ | ------ | ------ | ------ | ------ | ------ | ------ | ------ | ------ | ------ | ------ |
| 人口數 | 19,041 | 22,174 | 22,224 | 24,563 | 28,226 | 30,863 | 30,963 | 30,773 | 30,551 | 29,477 | 27,338 | 25,954 | 25,531 |

## 经济
欧里亚克是一个区域性的经济中心，康塔尔省工商会驻地，历史上因手工业而闻名，现代则是一座综合性的工商业城市，行政、医疗、制造、旅游及相关服务为当地主要的就业岗位类型。截止2021年5月，当地共有各类用人单位4,389家，平均历史为20年，其中98.03%为中小型企业（PME）。（塑料制品）、（零售）及（易爆品销售）是当地2019年营业额最高的三个企业，分别为77,021,357欧元、58,278,164欧元和51,557,091欧元。

## 财政收入
2019年，欧里亚克的财政收入总额为39,690,500欧元，财政支出总额为36,234,500欧元，当年的债务总额为19,889,900欧元。2020年，欧里亚克共获得5,843,462欧元的国家财政补助，比上一年减少了0.03%。
2017年，欧里亚克的人均月收入总额为1,894欧元，其中高级职员为3,562欧元，低于法国平均水平（4,214欧元）；中级职员为2,236欧元，低于法国平均水平（2,353欧元）；普通职员为1,599欧元，亦低于法国平均水平（1,690欧元）。
2017年，欧里亚克境内的青壮年（15至64岁）失业率为13.9%，当地51.3%的家庭拥有纳税资格，平均纳税2,584欧元，低于法国平均水平（3,888欧元）。

## 社会事务

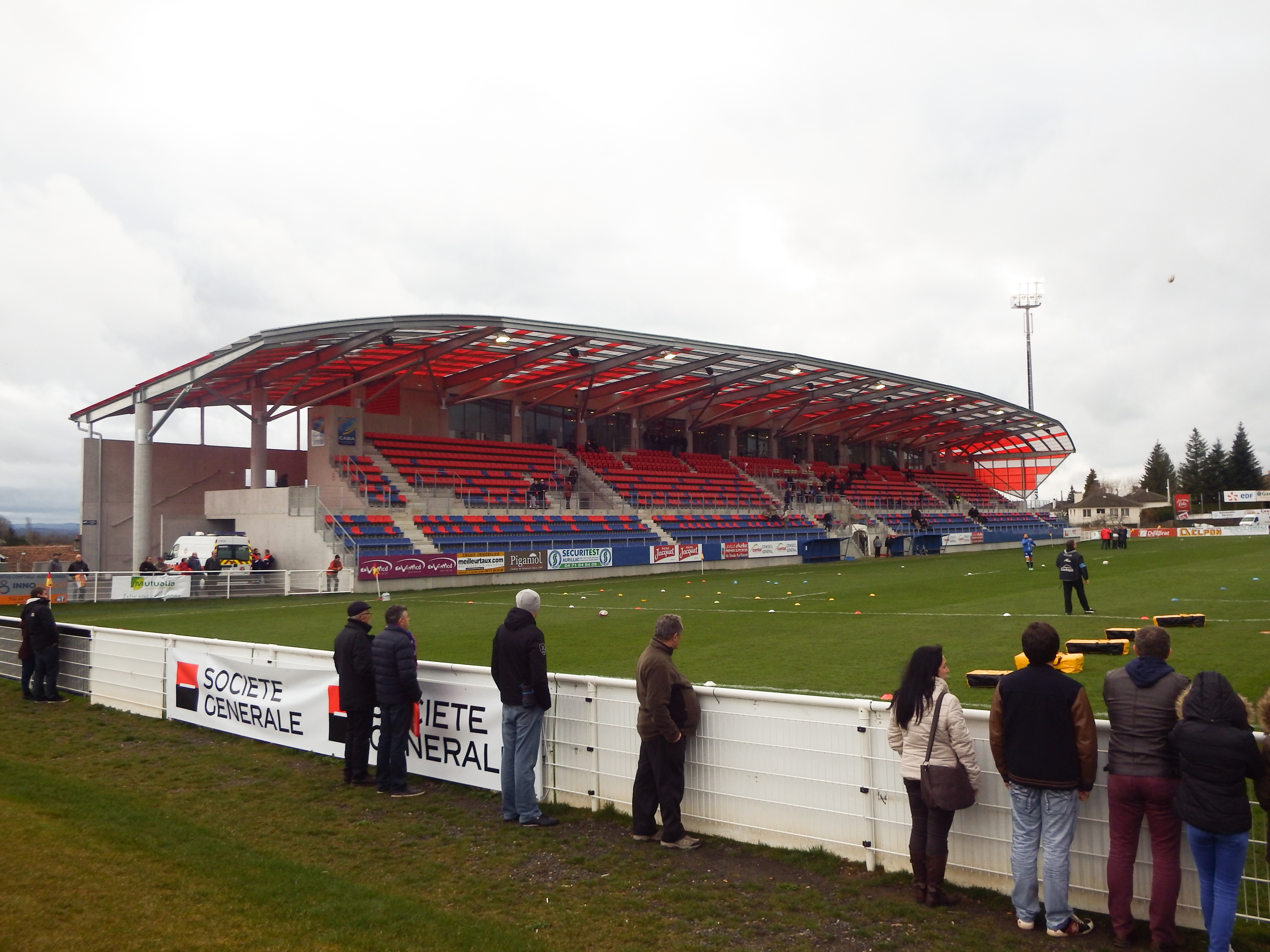
让-阿尔里克球场

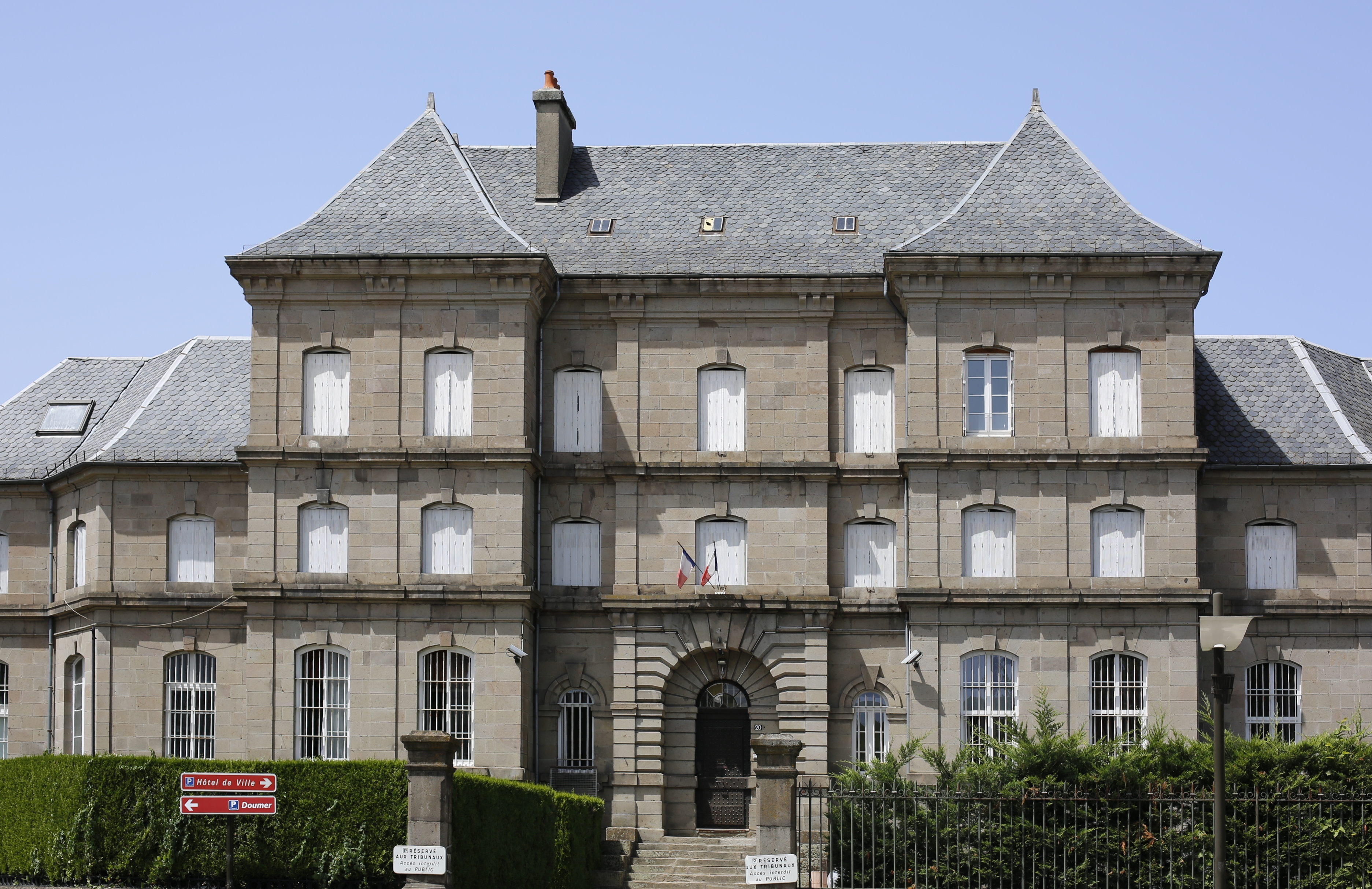
欧里亚克宪兵队

### 教育
欧里亚克属于克莱蒙费朗学区。截止2019年1月1日，欧里亚克境内共有3所幼儿园、11所小学、5所初级中学、4所普通高中、1所农业高中和1所职业高中。2018至2019学年度，欧里亚克境内共有在校中小学生4,831名。
在高等教育方面，克莱蒙-奥弗涅大学本部及下属的应用技术学院（IUT）的部分专业在欧里亚克授课。

### 医疗
截止2019年1月1日，欧里亚克境内共有全科医生34名、保健师36名、牙医34名、护士45名、耳科医生1名、眼科医生6名、皮肤科医生5名、助产士4名、儿科医生1名和妇科医生2名。境内共有药房17家、养老院10家、残疾人帮扶中心10家。
欧里亚克中心医院（Centre Hospitalier d'Aurillac）是法国的一个区域性医疗机构，其主病区亨利·蒙多尔医院（Henri Mondor）位于欧里亚克市区，共有医务人员892名，是当地规模最大的公立综合性医院。

### 住房
2017年，欧里亚克境内共有各类住房17,114套，其中29.6%为独立式居民区，70.2%为集中式居民区。常住房屋占欧里亚克市镇范围内居民建筑总量的80.8%。
在住房保障政策方面，2017年，欧里亚克境内共有4,451户家庭获得了住房经济补助，受益人数占总人口数量的17.5%，其中4,332份为房租补助。

### 商业
2019年，欧里亚克境内共有各类实体商铺863家，其中餐厅112家、大型超市14家、杂货店14家、面包房28家、肉铺23家、书店12家、装饰品店4家、银行门店30家、美容美发店56家、汽车维修店44家。市区南部建有大型开放式商业街区，建有欧尚、E.Leclerc、Intermarché等商场。

### 体育
2019年，欧里亚克境内共有1家游泳池、9间体育馆、2座综合体育场、11处网球场、2处马术场、4处足球或橄榄球以及7处篮球或排球场。
欧里亚克因橄榄球而闻名，欧里亚克康塔尔体育会是当地的橄榄球俱乐部，成立于1904年，2007年起参加职业联赛，2020至2021赛季参加法国橄榄球乙级联赛，其主场让-阿尔里克球场建成于1924年，可同时容纳近万名观众。
截止2021年5月，欧里亚克境内共有2支注册足球俱乐部。欧里亚克足球俱乐部，全名为“欧里亚克-阿尔帕容-康塔尔-奥弗涅足球俱乐部”（Football Club Aurillac Arpajon Cantal Auvergne），是当地的代表性足球队，成立于2013年，由多个足球队合并而成，2021至2022赛季参加法國全國丙組聯賽（法戊）。其主场巴拉代勒球场位于市区南部，可容纳2,700名观众，是当地主要的体育设施。

### 环境
欧里亚克的环境事务由其所属的公共社区负责。2017年，欧里亚克境内共有2家污染企业。

### 治安
2019年，欧里亚克市镇范围内共有1处派出所和1处宪兵队。
2014年，欧里亚克及附近地区共发生各类案件1,388起，其中盗窃类案件909起，经济类案件181起，毒品交易类案件30起。
法国步兵第139师位于欧里亚克。

## 文化
2019年，欧里亚克境内共有2家剧场、1家电影院、2家博物馆和1家音乐厅<。上奥弗涅社团位于欧里亚克市区，创于1898年，是当地的一个文化联盟组织。

### 建筑
欧里亚克境内有多处法国国家文物保护单位，其中欧里亚克圣吉拉修道院是当地现存历史最久的建筑之一。雪之圣母堂、圣艾蒂安城堡、火山博物馆（Musée de Volcane）等是当地的代表性建筑物。

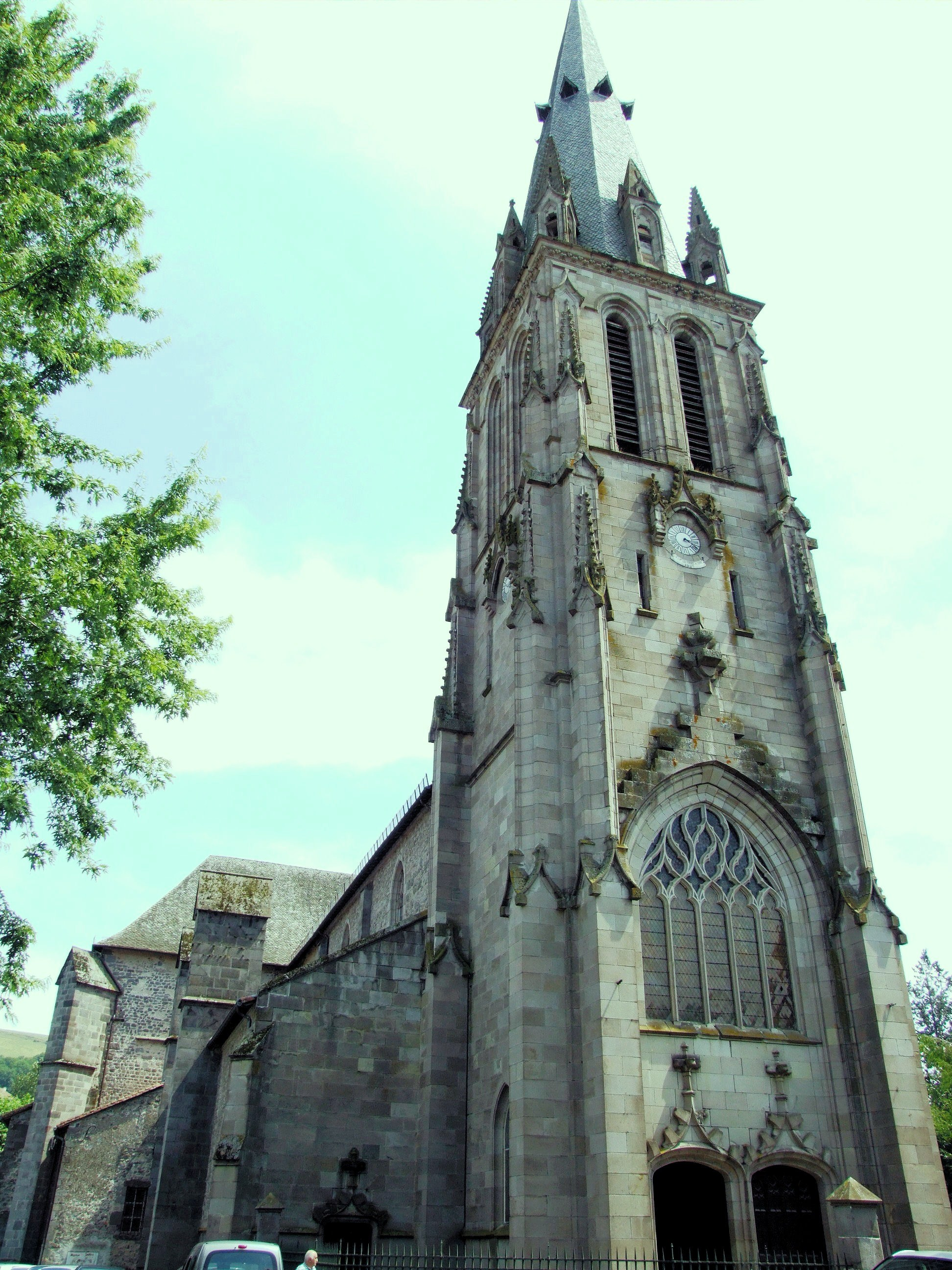
圣吉拉堂
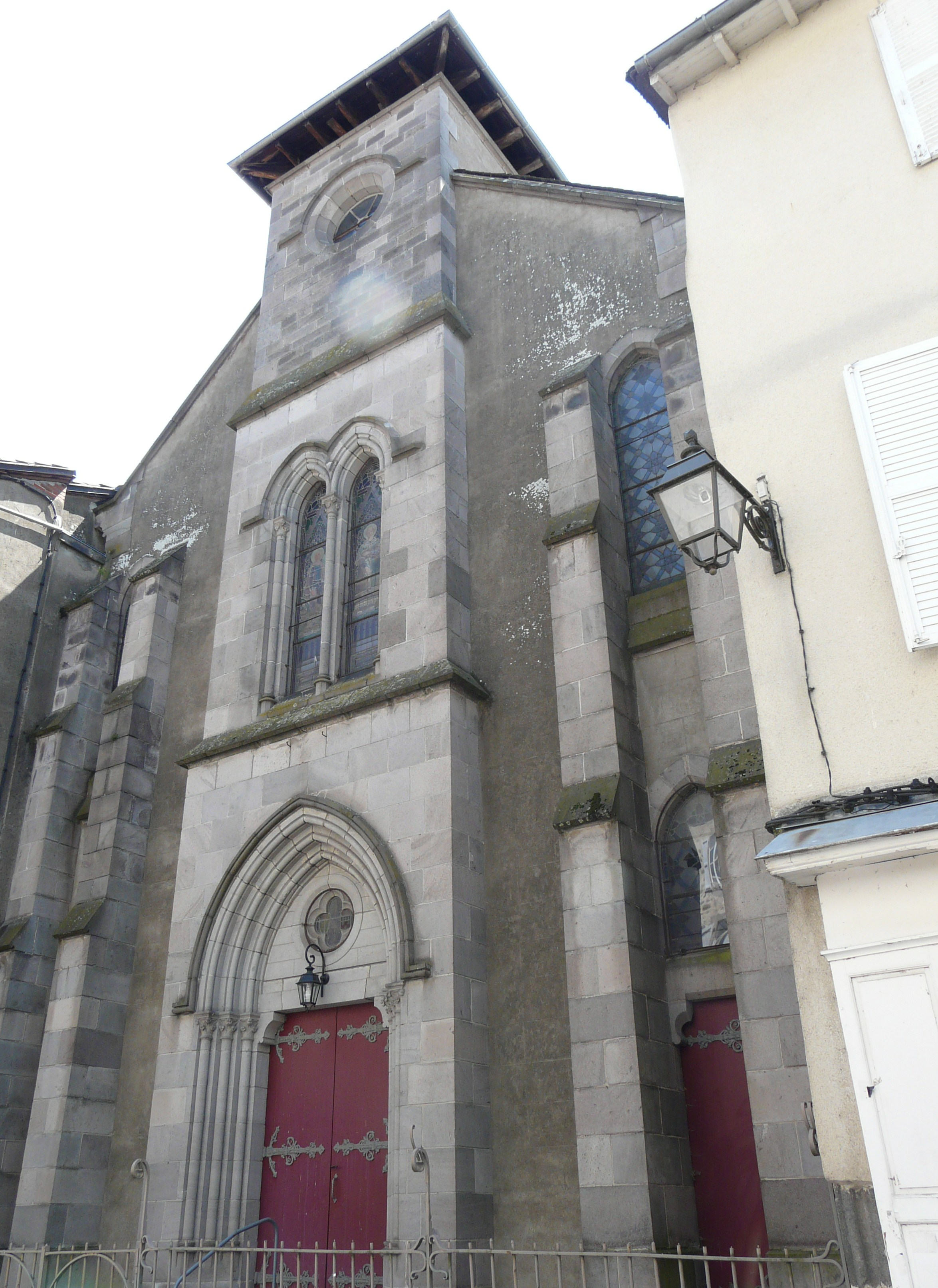
纳扎尔特圣母堂
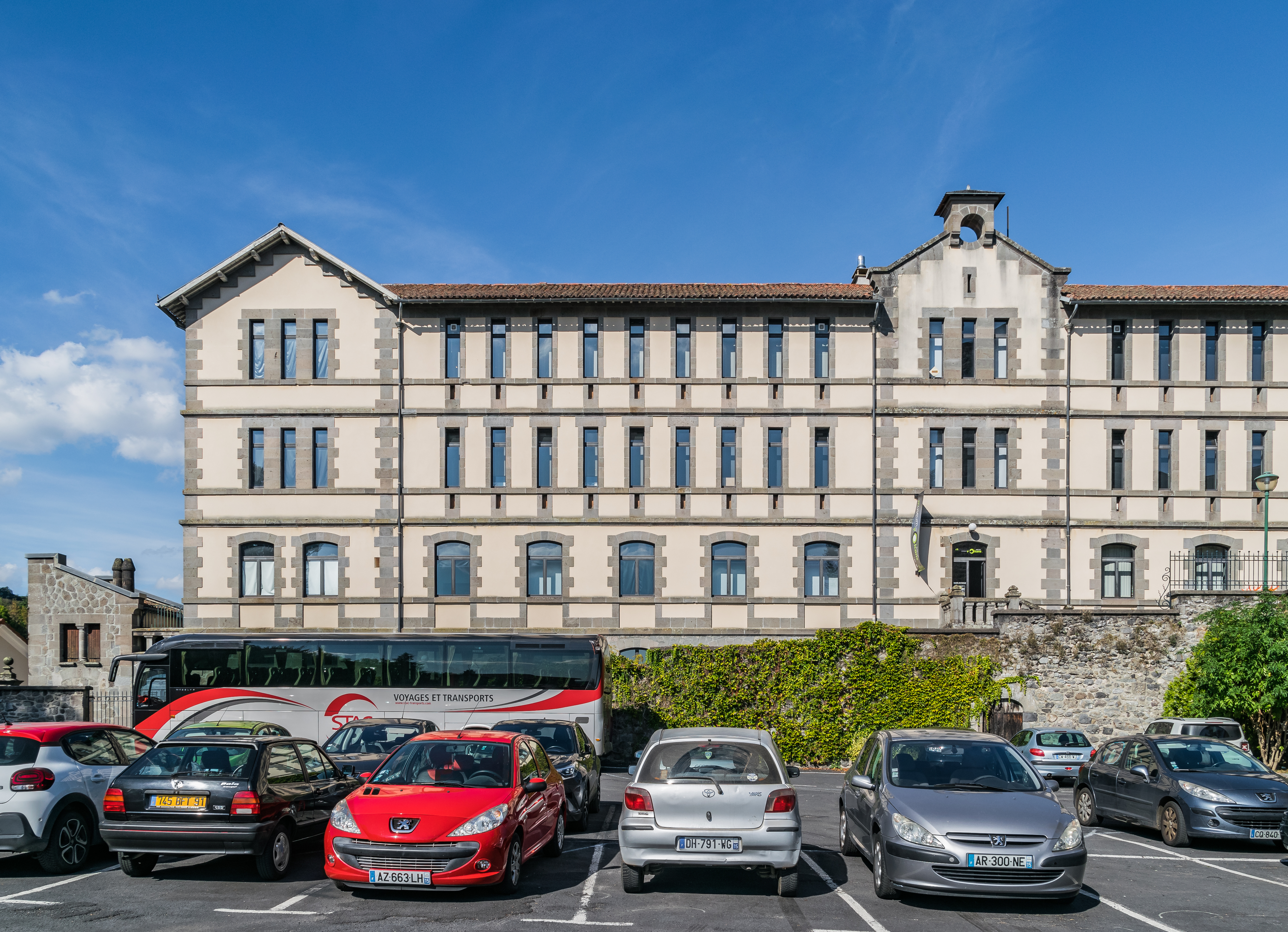
火山博物馆
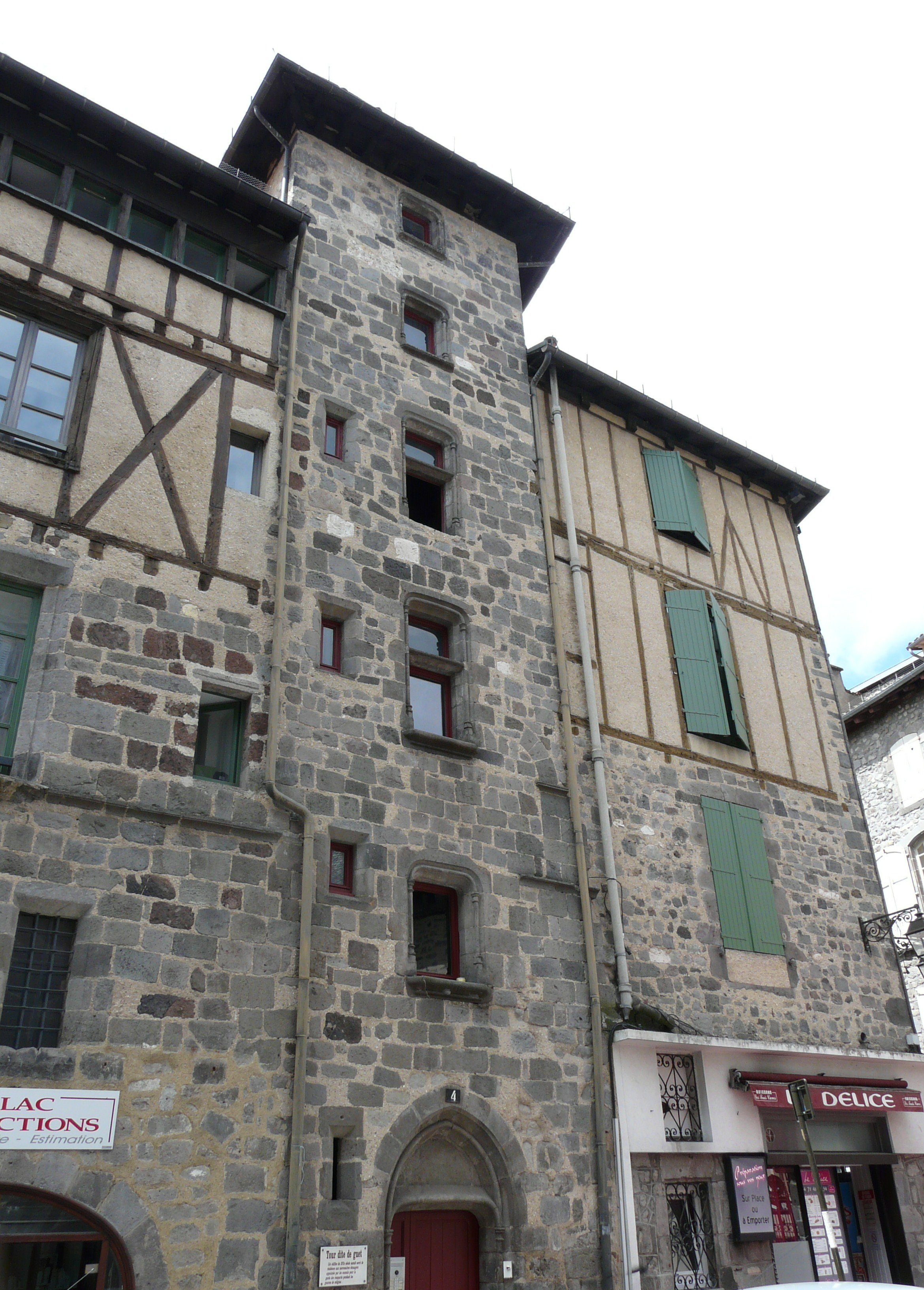
居埃塔
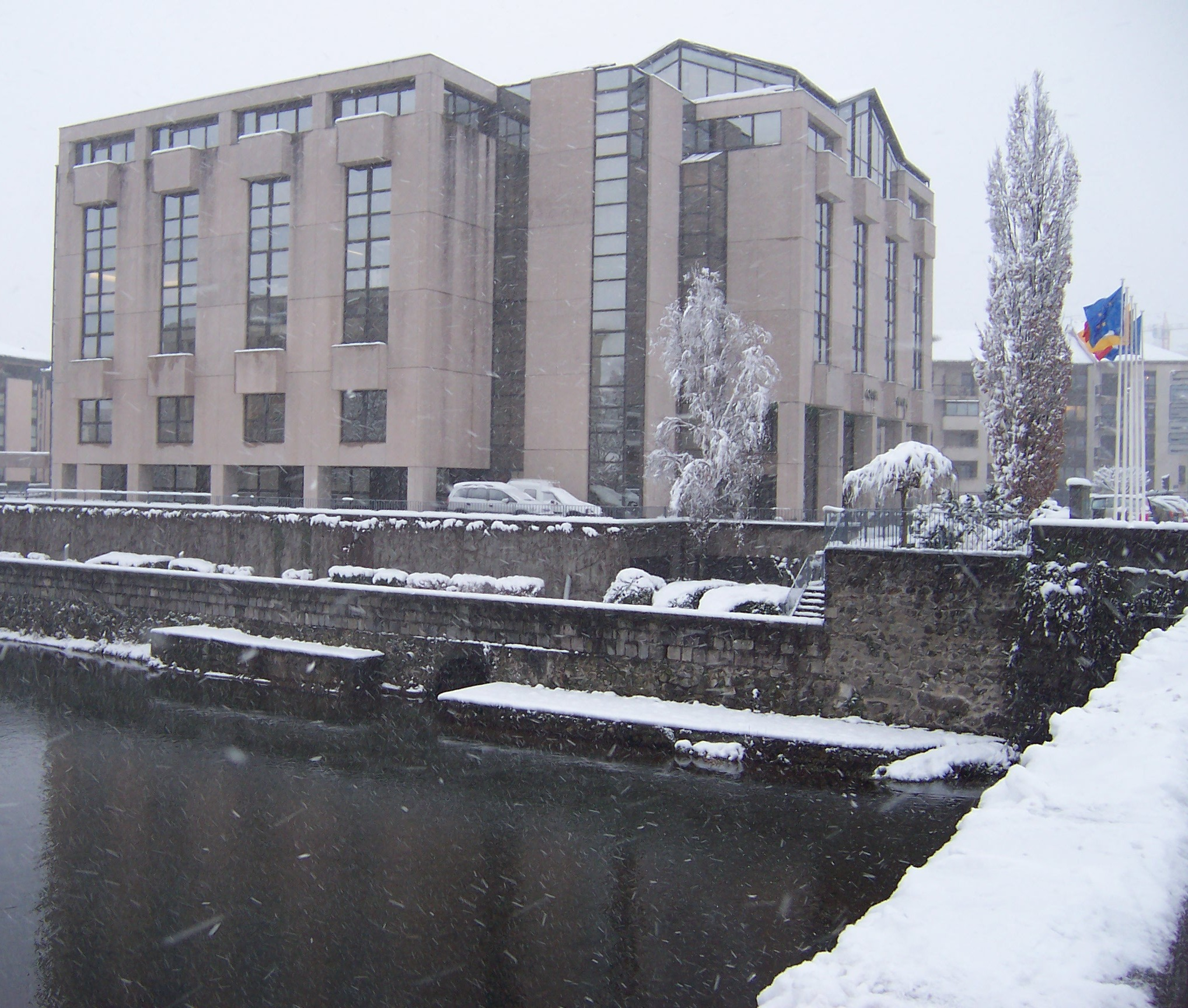
康塔尔省政府大楼
欧里亚克大剧场
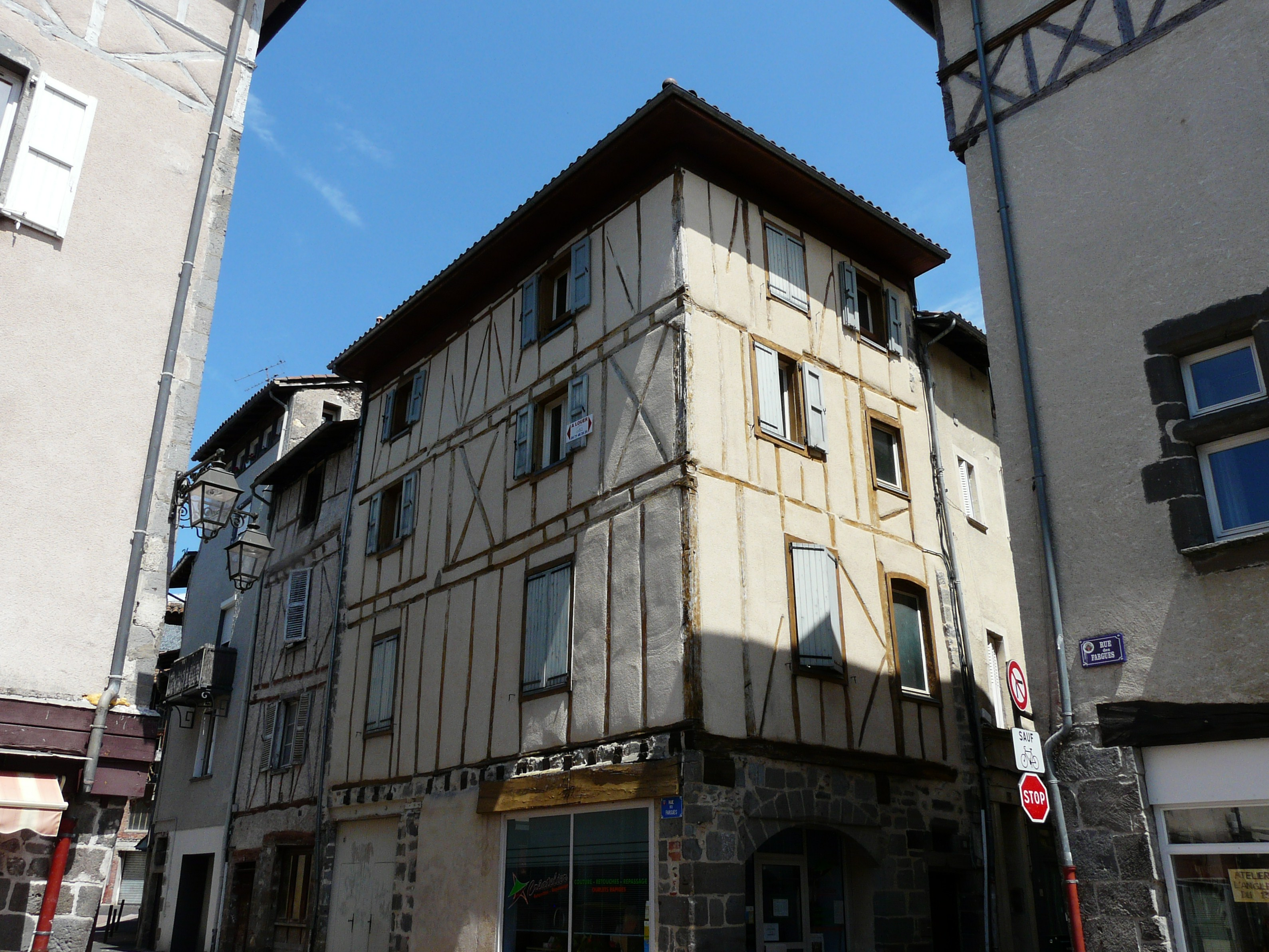
欧里亚克老城传统民居

### 旅游
欧里亚克的旅游事务由其所属的公共社区负责。2020年，欧里亚克境内共有11个宾馆共计371间房间，另有1个露营地，可容纳共109辆露营车。

### 媒体
法国主要的媒体均可在欧里亚克接收，法国电视三台下属的奥弗涅-罗讷-阿尔卑斯大区频道在部分时段播出欧里亚克所属区域的地方新闻。

## 相关人物
法国重要社交网站Jeuxvideo.com创始人塞巴斯蒂安·皮萨维出生于欧里亚克。

## 友好城市
截至2020年4月，欧里亚克共与5座城市互为友好城市关系：
- 德国 博霍尔特
- 英格兰 巴西特洛（法语：Bassetlaw）
- 布古尼
- 西班牙 阿尔特阿
- 羅馬尼亞 沃罗纳乡